# Moldoveni (Neamț)
Moldoveni es una comuna ubicada en el distrito de Neamț, Rumania.

## Superficie
Posee una superficie de 40,37 kilómetros cuadrados.

## Demografía
Hasta 2021 la población era de 1972 habitantes, con una densidad de población de 48,85 habitantes por kilómetro cuadrado.